# Margareta Mușata

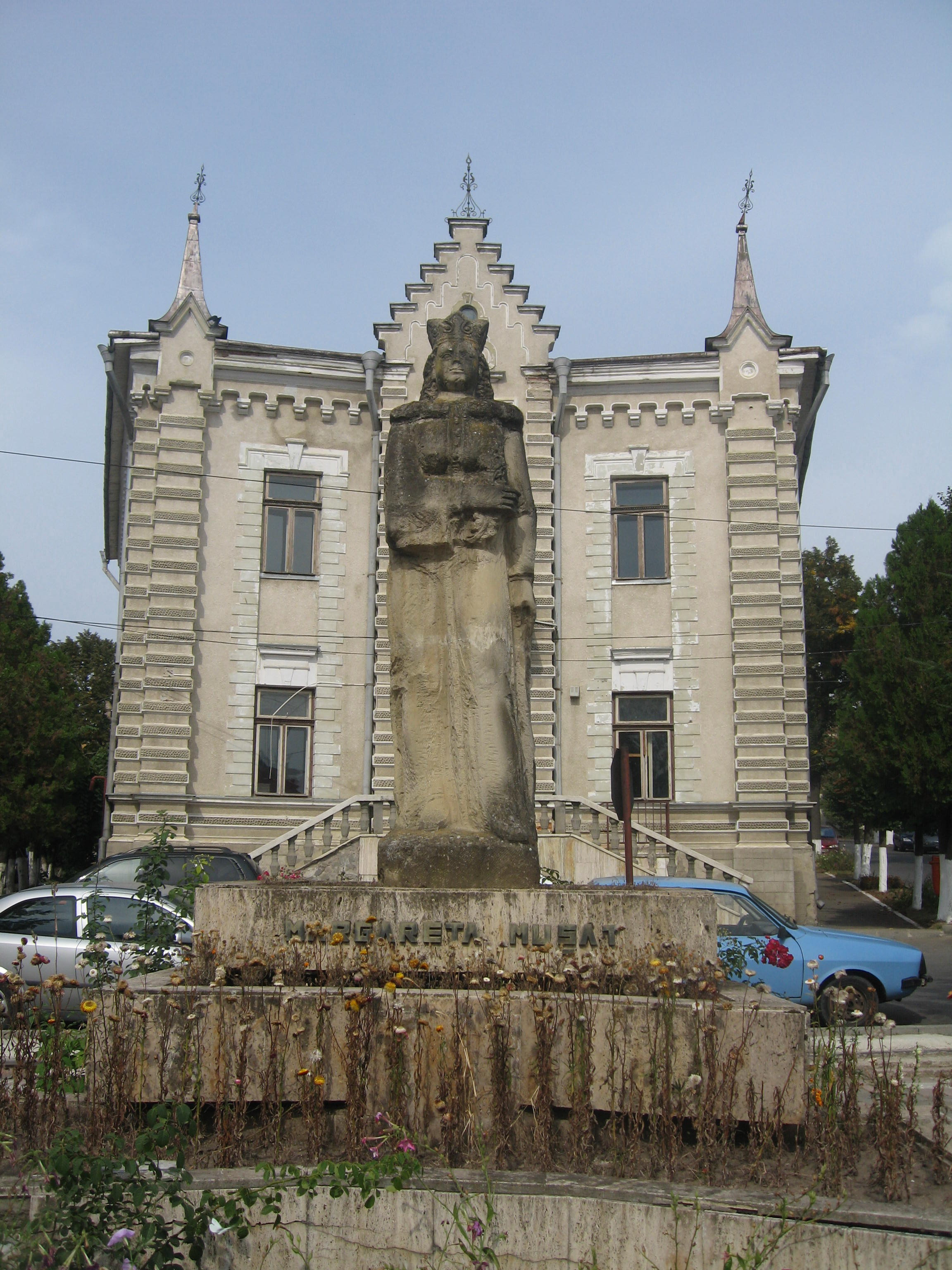
Estatua en Siret, obra de Dan Covătaru, inaugurada el 21 de junio de 1986.

Margareta o Mușata (c. 1330-c. 1394) fue hija de Bogdan I y hermana natural de Lațcu. De su matrimonio con el voivoda Costea tuvo tres hijos: Pedro II, Romano I y, probablemente, José Mușat, el primer metropolitano de Moldavia.
El patronímico "Mușat" se encuentra a menudo en Muntenia, siendo también el epónimo de algunos pueblos y montañas en Argeș y Gorj. Además, los arrumanos todavía utilizan hoy el adjetivo "muşat/muşata" para "hermoso/a".
En el siglo XVII, Grigore Ureche traduce erróneamente la ascendencia de Pedro II, "hijo de Mușata" de la lengua eslava como "hijo de Mușatu", luego este nombre se convirtió gradualmente en un apellido y algunos historiadores lo adoptaron como tal.
Mușata se convirtió al catolicismo probablemente al mismo tiempo que su hermano, el voivoda Lațcu, y pudo haber cambiado su nombre a Margareta. La conversión al catolicismo era común en aquellos días para voivodas y damas por razones políticas impulsadas por las relaciones con la Hungría medieval. Alternativamente, el nombre Margareta también era usado en Serbia en ese periodo.
A esta "mujer noble, Margarita de Siret, señora de la Pequeña Valaquia" (nobili mulieri, Margaretae de Cereth, dominae Valachiae Minoris) el Papa le concede el 28 de enero de 1377 (durante el reinado de su hijo, Pedro II) tener un confesor especial en caso de muerte, alabando su fe hacia la iglesia romana. Fue responsable de la construcción de la Iglesia de la Santísima Trinidad de Siret. 